# Мастер Теодор
Теодор Антиохийский, известный как Мастер Теодор (Антиохия, 1155/1158 — 1246) — философ, астролог, врач и переводчик. Теодор был сирийским христианином, получившим образование в Антиохии и Мосуле. Впоследствии стал придворным астрологом и переводчиком императора Священной Римской империи Фридриха II Гогенштауфена.

## Биография
Информация о жизни Теодора до появления на западе дана Бар-Эбреем, который сообщил, что Теодор родился в Антиохии и был христианином арабского происхождения. Основатель истории медицины К. Зудгоф полагал, что более вероятно сицилийское происхождение мастера, медиевист Г. Хаскинс писал о греческом или еврейском происхождении. Историк М. Амари писал о «сицилийском или антиохийском по месту рождения, греческом или еврейском по национальности» происхождении Теодора.
Согласно Книге Сидрака, написанной между 1270 и 1300 годами, в которой Теодор назван Теодре философ («Teodre le phylosophe»), он происходил из Антиохии.  Бар-Эбрей писал, что Теодор («Thādhurī») в Антиохии изучал сирийский и латинский языки (город был столицей Латинского Антиохийского княжества) и «некоторые старые науки». Затем Теодор отправился в Мосул, где учился на курсах знаменитого математика, астронома и врача Камалуддина ибн Юнус (1156—1242). По словам Бар-Эбрея эти курсы были сосредоточены на работах аль-Фараби, Ибн Сины, Евклида и Альмагесте Птолемея. Теодор один раз возвращался в Антиохию, но обнаружив, что его знаний недостаточно, вернулся в Мосул к своему учителю. Чуть позже он отправился в Багдад, чтобы изучать медицину. Есть предположения, что он преподавал некоторое время философию в Иерусалиме, и одним из его учеников был мелькит Иаков ибн Саклан аль-Макдиси («Иерусалимский»).
Сначала Теодор предложил свои услуги сельджукскому султану Кей Кубаду I (правил в Конье от 1220 до 1237), но тот не проявил большого интереса. Затем Теодор поступил на службу к Константину Пайлу (регент Киликийского армянского государства с 1220 по 1226 год и отец Хетума I). Там Теодор долго не задержался.  По собственным словам Теодора, он был отправлен к Фридриху халифом (вероятно, султаном Египта) до 1236 года. Он присоединился к послу императора Фридриха II, возвращавшемуся в Италию, и остался при дворе императора. В 1230 году Теодор был назначен советником короля как астролог, предсказатель и врач. При дворе Фридриха его стали называть «Мастер Теодор». Вскоре он заменил скончавшегося Майкла Скота. Согласно Бар-Эбрею, Фридрих с почестями принял Теодора и дал ему феод под названием Камаха. Ссылка на земли, предоставленные Теодору, также встречается в одном из последних актов императора, выпущенном в Фодже в ноябре 1250 года. Этим актом Фридрих предоставляет одному из придворных земли «Св. Кристины и деревню Пранчанице, которые принадлежали мастеру Теодору, когда он был жив».
Теодор неоднократно появляется в реестре актов Фридриха II за годы 1239—1240 (единственный сохранившийся реестр). 15 декабря 1239 года императорское судно зашло за Теодором в порт Пизы, чтобы «Мастер Теодор наш верный философ» (Magister Theodorus filosophus fidelis noster) мог вернуться на Сицилию. 10 февраля 1240 года император послал Теодору пустую страницу со своей печатью, чтобы тот написал на арабском языке верительные грамоты двух послов в Тунис. 12 февраля Фридрих заказал Теодору сиропы, сахар и фиалки для себя и своих придворных. В недатированном письме больному Пьеро делла Винья Теодор сообщает, что он посылает небольшую коробку фиалкового сахара (возможно, Теодор полагал, что фиалковый сахар имеет некоторые лечебные свойства).
Обстоятельства смерти Теодора в западных источниках не изложены. Бар-Эбрей оставил описание, согласно которому философ, почитаемый императором, тосковал о своей стране и своем народе, но Фридрих не хотел отпускать его. Однажды, когда император был занят в одном из военных походов, Теодор тайно сбежал со своими слугами и собственностью и направился к Сен-Жан-д’Акр. Порыв ветра привел их в тот порт, где находился император, и Теодор, из-за стыда, а не страха, отравил себя. Неясно, насколько эта история правдива.

## Личность и труды
Деятельность Теодора на западе описывается в европейских латинских источниках.
В «Истории доминиканского ордена» (l'Histoire de l’ordre des dominicains; приписывается обычно Бернару Ги и Стефану Саланьякскому), содержится следующий рассказ: во время осады Брешии Фридрихом II в 1238 году его философ, мастер Теодор, победил в споре несколько доминиканцев силой своих философских аргументов. Когда об этом доложили брату Роланду Кремонскому, он, кипя от возмущением, сел на осла, несмотря на свою подагру, и примчался в лагерь Императора для спасения чести ордена. Роланд бросил вызов мастеру Теодору, оставив ему выбор предмета и формы спора, и, якобы, посрамил сирийца. Роландино из Падуи в своей « Хронике Тревизской марки» сообщает, что, когда император и его «астролог-мастер Теодор» были в Падуе в 1239 году, Теодор попытался прочесть будущее по звездам с вершины Торре коммунале, но так и не смог предсказать поражение своему покровителю
Теодор имел плодотворную переписку с математиком Леонардо Фибоначчи, относившимся к сирийцу с уважением. Фибоначчи называл его «высшим философом императорского двора». Теодор бросил вызов Леонардо Фибоначчи, сформулировав задачу:
| Найти три целых числа x, y и z, чтобы каждая из трех сумм {\displaystyle x+y+z+x^{2}} {\displaystyle x+y+z+x^{2}+y^{2}} {\displaystyle x+y+z+x^{2}+y^{2}+z^{2}} была квадратом целого числа. |

Теодор перевел несколько текстов с арабского языка на латинский:
- Введение Ибн-Рушда к его комментарию Физики Аристотеля. Возможно, это произошло в 1239 году при осаде Падуи Фридрихом[17].
- «О животных» (De animalibus) Аристотеля[17].
- Соколиный трактат Моамына (названный на латыни De scientia venandi per aves) [13]. Известность Теодора связана с переводом на латынь этого трактата. Однако трудно отделить в латинском тексте вклад Теодора от вклада императора, который лично правил работу во время осады Фаенцы осенью-зимой 1240—1241 годов. Лексика трактата, переведённого Теодором, совпадает с лексикой De arte venandi cum avibus[2][6].
- «Эпистола Теодора философа императору Фридриху» (l’Epistola Theodori philosophi ad imperatorem Fridericum), небольшой трактат об основополагающих правилах сохранения своего здоровья — о личной гигиене. Это единственный сохранившийся текст Теодора, посвящённый медицине. Трактат был опубликован историком медицины К. Судхоффом[18]. Петр Испанский упоминает «Феодора, врача императора», как своего учителя в медицине. Теодор предлагал компрессы из фиалок как королю, так и Пьетро делла Винья. В средние века описание личной гигиены было серьезным нарушением скромности и морали, поэтому мастер Теодор ссылался на труд, приписываемой Аристотелю.[19] По словам Судхоффа, текст трактата свидетельствует о полном владении классическими и арабскими знаниями, он написан в ясном, мастерском стиле, который вряд ли имеет равных среди медицинских трудов того времени[17].